# (72021) Yisunji
(72021) Yisunji est un astéroïde de la ceinture principale.

## Description
(72021) Yisunji est un astéroïde de la ceinture principale. Il fut découvert le 4 décembre 2000 à Bohyunsan par Young-Beom Jeon et Byung-Chol Lee. Il présente une orbite caractérisée par un demi-grand axe de 2,36 UA, une excentricité de 0,13 et une inclinaison de 7,1° par rapport à l'écliptique.

## Compléments